# Oscar Zijlstra
Oscar Zijlstra (Leeuwarden, 31 januari 1952) is een voormalig Nederlands voetballer.
Oscar Zijlstra was van beroep slager en afkomstig van de amateurs bij LVV Friesland. Hij speelde acht seizoenen, vanaf 1979-1980 voor Cambuur Leeuwarden, waarin hij in 185 wedstrijden het doel verdedigde. Hij was een solide sluitpost en jarenlang de onbetwiste doelman. Zelf scoorde hij één keer, een memorabele goal tegen Willem II die hij in één keer scoorde door een uittrap. Hij stopte in 1987 en werd opgevolgd door Fred Grim.
Op een reünie van oud-Cambuur spelers in 2007 werd zijn goal uitgeroepen tot mooiste goal.